# 紀元前250年

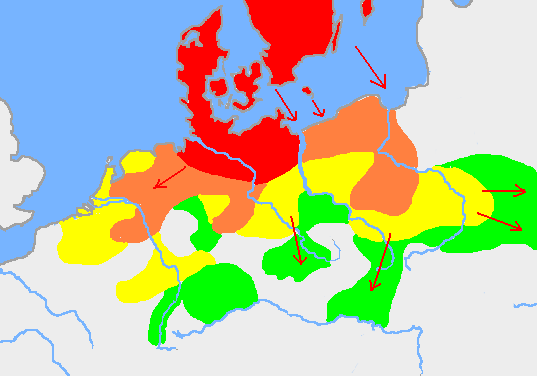
紀元前250年頃のゲルマン族（赤、橙、黄色）

紀元前250年（きげんぜん250ねん）は、ローマ暦の年である。
当時は、「ガイウス・アティリウス・レグルスとルキウス・マンリウス・ウルソが共和政ローマ執政官に就任した年」として知られていた（もしくは、それほど使われてはいないが、ローマ建国紀元504年）。紀年法として西暦（キリスト紀元）がヨーロッパで広く普及した中世時代初期以降、この年は紀元前250年と表記されるのが一般的となった。

## 他の紀年法
- 干支 : 辛亥
- 日本
  - 皇紀411年
  - 孝霊天皇41年
- 中国
  - 秦 - 孝文王元年
  - 楚 - 考烈王13年
  - 斉 - 斉王建15年
  - 燕 - 燕王喜5年
  - 趙 - 孝成王16年
  - 魏 - 安釐王27年
  - 韓 - 桓恵王23年
- 朝鮮 :
- ベトナム :
- 仏滅紀元 : 297年
- ユダヤ暦 :

## できごと

### エジプト
- プトレマイオス2世は、アレクサンドリア在住のユダヤ人に聖書をギリシア語訳させた。約70人の翻訳者が携わったことから、七十人訳聖書として知られている。
- キュレネ王マガスの死去に伴い、未亡人の女王アパマ2世とアンティゴノス2世は、半弟のデメトリウスをマガスとアパマの娘ベレニケ2世と結婚させようとした。しかしデメトリウスが到着すると、アパマが彼の愛人となった。それに対して、ベレニケ2世は反乱を起こし、デメトリウスはアパマの寝室で殺された。

### 共和政ローマ
- 第1次ポエニ戦争で、ローマ軍はシチリアの南西部に軍勢を向けた。カルタゴの都市マルサーラに海軍が送られ、その途上ローマ軍はセリヌスの都市を焼き払った。
- 伝承(Horace, Odes, iii. 5)によると、パノルムスの戦いで負けた後、カルタゴは投獄していたマルクス・アティリウス・レグルスを仮釈放してローマに派遣し、和平と捕虜の交換の交渉を行おうとした。しかし彼は到着すると、ローマ元老院に対して、提案を拒絶し、戦争を続けることを強く進言した。彼はカルタゴに戻ると、とげ付きの樽に入れられ、丘から転がされて処刑された。

### ペルシア
- パルティアのサトラップであるアンドラゴラスは、セレウコス朝の王アンティオコス2世の支配から独立することを画策した。

### インド
- 上座部仏教の伝承によると、マウリヤ朝のアショーカ王により、パータリプトラでモッガリプッタ・ティッサの指導の下、第3回結集が開催された。その目的は仏教運動、特に王族の支援者にとって魅力的な日和見的な機能を純化することであった。
- パトナーで出土したマウリヤ朝の彫刻作品Didarganj Yakshiが作製された。この像は、現在はパトナー博物館に所蔵されている。
- サールナートに「アショーカの獅子柱頭」が建設された。この柱は、現在はサールナート博物館に所蔵されている。

### 中国
- 秦の孝文王が即位したが、3日後に死去した。子の荘襄王が即位し、華陽夫人が華陽太后、夏姫が夏太后となった。
- 燕の将軍が斉の聊城を攻め落とした。斉の田単は聊城を奪回しようとして落とせず、魯仲連に矢文を書かせて城中に射こませると、燕将は自殺し、聊城は陥落した。田単は魯仲連に爵位を与えようとしたが、魯仲連は海上に逃亡した。

## 死去
- 孝文王 - 秦の王